# Уткуль (Зональный район)
Уткуль — разъезд (тип населённого пункта), в Зональном районе Алтайского края Российской Федерации. Входит в состав Плешковского сельсовета.

## География
Посёлок находится в юго-восточной части региона, в пределах Бийско-Чумышской возвышенности, при разъезде Уткуль Западно-Сибирской железной дороги.
Климат
Климат умеренно континентальный. Средняя температура января: −18,2 °C, июля: +18,9 °C. Годовое количество атмосферных осадков: 518 мм..

## История
Основан в 1915 г. В 1926 году на станция Уткуль имелось 21 хозяйство и проживало 78 человек (37 мужчин и 41 женщина). В административном отношении входила в состав Плешковского сельсовета Бийского района Бийского округа Сибирского края.

## Население
| 1997 | 1998 | 1999 | 2000 | 2001 | 2002 | 2003 | 2004 | 2005 |
| ---- | ---- | ---- | ---- | ---- | ---- | ---- | ---- | ---- |
| 7    | ↘6   | ↗10  | ↗14  | →14  | ↘13  | ↗16  | ↗19  | ↗21  |
| 2006 | 2007 | 2008 | 2009 | 2010 |      |      |      |      |
| ↘18  | ↘15  | ↘4   | ↗5   | ↘0   |      |      |      |      |

Национальный состав
Согласно результатам переписи 2002 года, в национальной структуре населения русские составляли 96 % от 24 чел.

## Инфраструктура
Путевое хозяйство Западно-Сибирской железной дороги.
Социальные услуги жители получают в селе Плешково.

## Транспорт
Разъезд доступен автомобильным и железнодорожным транспортом.
Проходит автодорога межмуниципального значения «а/д Р-256 — Плешково» (идентификационный номер 01 ОП МЗ 01Н-1502).